# 圣莫里斯德萨托奈
圣莫里斯德萨托奈（法語：Saint-Maurice-de-Satonnay，法語發音：[sɛ̃ moʁis də satɔnɛ]）是法国索恩-卢瓦尔省的一个市镇，属于马孔区。

## 地理
圣莫里斯德萨托奈（46°24'51"N, 4°47'4"E）面积10.33 平方千米，位于法国勃艮第-弗朗什-孔泰大區索恩-卢瓦尔省，该省份为法国中部省份，北起顺时针与科多尔省、汝拉省、安省、罗讷省、卢瓦尔省、阿列省和涅夫勒省接壤。
与圣莫里斯德萨托奈接壤的市镇（或旧市镇、城区）包括：佩罗讷、阿泽、克莱塞、伊热、莱泽、韦尔泽。
圣莫里斯德萨托奈的时区为UTC+01:00、UTC+02:00（夏令时）。

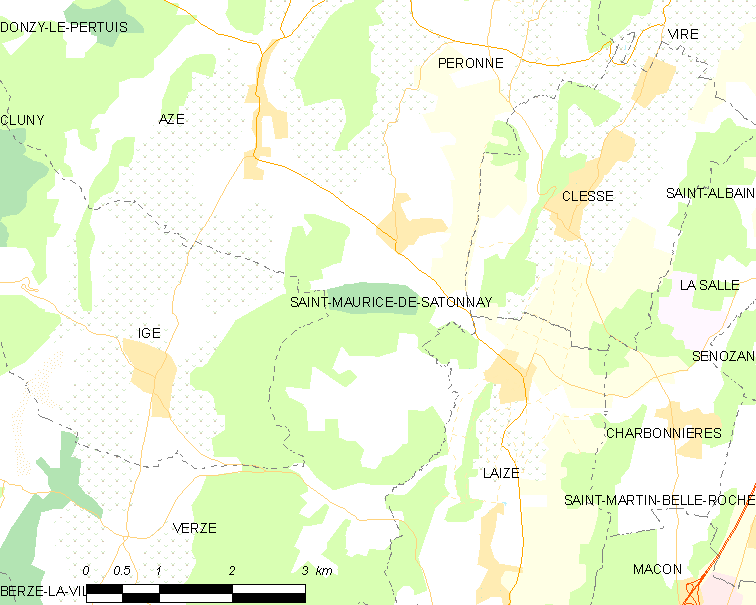
圣莫里斯德萨托奈的OSM定位图

## 行政
圣莫里斯德萨托奈的邮政编码为71260，INSEE市镇编码为71460。

## 政治
圣莫里斯德萨托奈所属的省级选区为于里尼县。

## 人口

1962-2008年间圣莫里斯德萨托奈人口变化图示

圣莫里斯德萨托奈于2022年1月1日时的人口数量为484人。